# Stockton (Illinois)
Stockton ist ein Village im Jo Daviess County, Illinois, Vereinigte Staaten. Die Fläche von Stockton beträgt 2,0 km². Das U.S. Census Bureau hat bei der Volkszählung 2020 eine Einwohnerzahl von 1.728 ermittelt.

## Geschichte und Lage
Das Dorf Stockton ist die jüngste Gemeinde im Landkreis 'Jo Daviess County'. Es entstand 1886, nachdem die Eisenbahngesellschaft 'Minnesota Northwestern Railroad' im Distrikt 'Stockton Township' eine Haltestelle errichtet hatte. Seit den 1970er Jahren besteht diese Eisenbahnstrecke nicht mehr. Die Hauptstraße (Front Street) durch Stockton war die vielbefahrene Straße nach Lena.
Stockton liegt an der Bundesstraße U.S. Route 20, die von Freeport nach Galena führt, und an der Staatsstraße Illinois Route 78, die von Warren nach Mount Carroll führt.
Im Jahr 1914 eröffneten die Gebrüder Kraft eine Käserei, die bis zum Verkauf im Jahr 1998 als Käsefabrik Kraft Cheese (Kraft Inc.) gehörte. Seit 1998 produziert die Brewster Cheese Company Schweizer Käse im Werk Stockton.

## Persönlichkeiten
- Erzbischof Leo Binz (1900–1979) stammte aus Stockton.
- Schauspielerin Calista Flockhart (* 1964) wohnte als Kind in Stockton.